# رد بلاف (کالیفرنیا)
رد بلاف  (به انگلیسی: Red Bluff) شهری در شهرستان تهاما، کالیفرنیا ایالت کالیفرنیا است که در سرشماری سال ۲۰۱۰ میلادی، ۱۴۰۷۶ نفر جمعیت داشته است.